# 컵밥

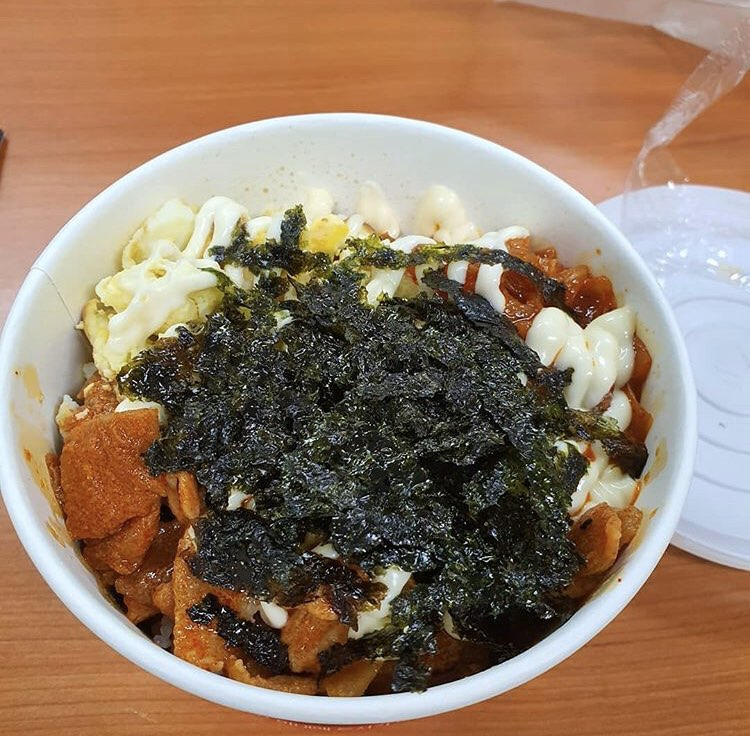
컵밥

컵밥은 종이나 플라스틱 컵에 밥을 담고 다양한 토핑을 얹은 푸드트럭이다. 2000년대 한국 길거리 음식을 위해 탄생한 컵밥은 노량진동 인근의 사립 학원 학생들에게 인기 있는 간단한 식사 또는 스낵이 되었다.

## 정의 및 역사
컵밥 문화는 1976년 서울특별시 종로구 일대에 밀집해 있던 사설 학원들이 정부의 계획에 따라 외곽 지역으로 이전함에 따라 시작되었다. 이로 인해 다수의 학원이 노량진 지역으로 이주하게 되었으며, 이에 따라 노량진 일대에서 컵밥이 본격적으로 자리 잡게 되었다.
노량진동 거리에는 많은 학생들이 동시에 식사하러 나오곤 하여 식당에 줄이 길게 늘어섰다. 노량진은 핫도그 등 아주 기본적인 간편식만 제공했기 때문에 컵밥을 곁들인 푸드트럭이 밥과 고기, 계란으로 빠르고 저렴하며 만족스러운 식사를 원하는 수요를 충족시켰다. 푸드트럭은 컵밥 주문을 빠르게 처리할 수 있는 이유는 재료를 큰 프라이팬에 미리 볶아주기 때문이다. 컵밥을 주문하면 미리 조리된 토핑을 밥과 계란과 함께 컵에 담아준다. 컵밥은 이동 중에도 간편하게 먹을 수 있을 뿐만 아니라 다른 간편간식보다 더 만족스러운 식사를 제공하기 때문에 학생들에게 인기를 끌었다. 다양한 취향을 만족시키기 위해 다양한 토핑과 함께 컵밥을 제공하는 푸드트럭이 많아졌다.

## 종류

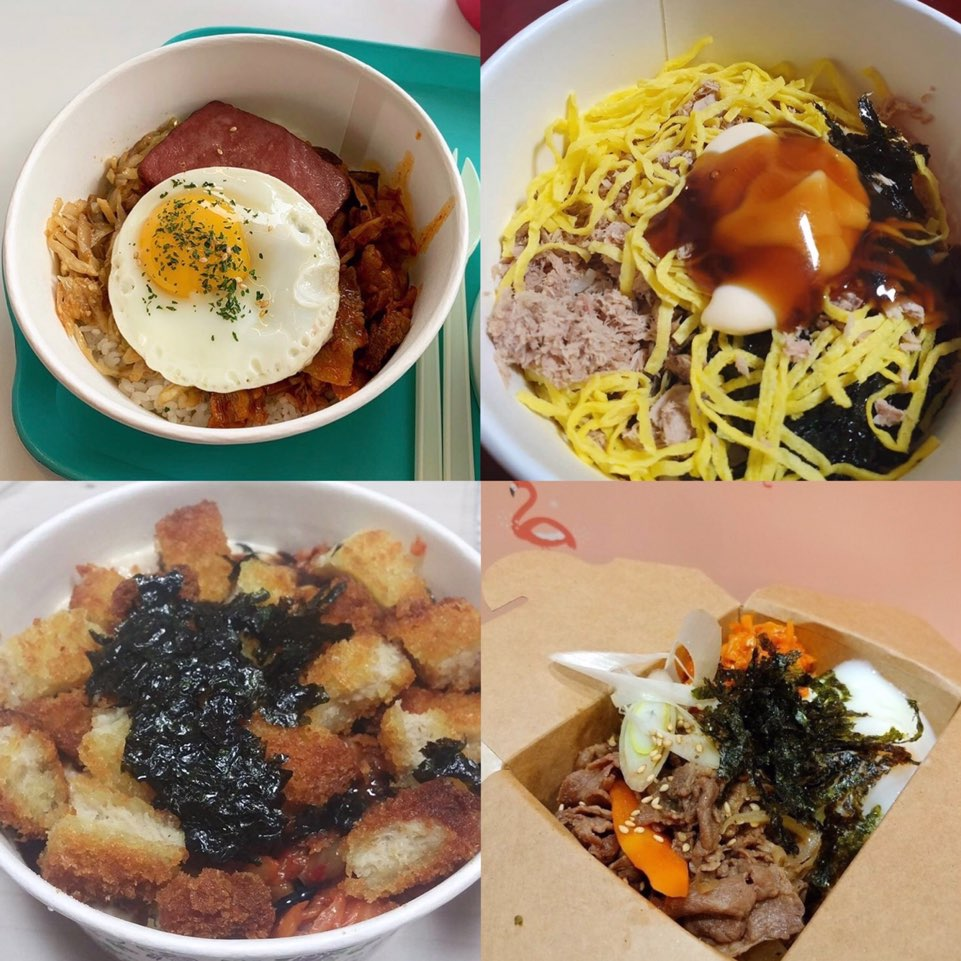
컵밥의 종류

가장 인기 있는 컵밥 종류로는 김치볶음, 비빔밥, 불고기, 삼겹살 (부위)과 햄, 치킨 데리야끼, 치킨 마요네즈, 참치 마요네즈 등이 있다.

## 주요 소비자
한국에서 컵밥은 학원생들이 노량진학원거리에서 간식이나 식사로 먹는 푸드트럭을 뜻하며, 인기가 높아지자 학교 근처에 새로운 프랜차이즈가 생기기도 했다. 주요 소비자는 빠르고 저렴한 식사가 필요한 학생 및 기타 사람들이다.
한류의 영향으로 한식이 베트남에서 큰 인기를 얻고 있다. 이 가운데 떡볶이, 컵밥, 잡채 등 제품 매출이 38% 늘었다. 컵밥은 캄보디아에서도 큰 성공을 거두었다.

## 단점 및 문제
1. 컵밥 영양에는 장점과 단점이 모두 있다. 비교적 적은 양의 야채를 곁들인 밥 위에 고기와 계란을 얹은 식사이다. 그래서 일부 기본간식보다 영양가가 높은 식사임에도 불구하고 탄수화물, 지방, 소금 함량이 높고 비타민과 미네랄이 부족하다. 섬유질이 많지 않으면 항상 소화가 잘 되지 않는다.[6] 일반적으로 나트륨과 설탕 함량이 높다.[7]
2. 많은 재료가 조리된 상태로 보관되기 때문에 위생 관리가 어렵다. 따라서 갓 조리된 푸드트럭 제품보다 장염을 일으킬 수 있는 박테리아가 발생할 가능성이 더 높다.[8]
3. 농수산물 원산지 표시에 관한 법률에 따르면 컵밥에 들어가는 쇠고기, 돼지고기, 닭고기는 반드시 원산지를 메뉴에 표기해야 하지만 이를 지키는 푸드트럭은 거의 없다. 컵밥 푸드트럭은 광역시에서 인가한 사업장이 아니어서 법을 준수할 의무도 없고, 세금도 내지 않는다.[9]

## 식품회사의 상업화
노량진 푸드트럭 컵밥을 시작으로 이제 전국 거리 곳곳에서 컵밥을 파는 가게를 찾을 수 있고, 건조 컵밥도 즉석식품으로 만날 수 있다. 편의점과 국내 유명 식품회사에서도 다양한 컵밥 제품이 출시되고 있다. 특히 국내 대표 편의점 GS25와 식품업체 오뚜기가 해외 진출을 위해 많은 노력을 기울이고 있다. 한국의 1인 가구가 크게 증가하면서 이제 혼자 저녁을 먹는 것이 더 허용되는 것으로 간주된다. 그래서 편의점이나 식품회사에서 컵밥을 제공하는 경우가 늘어나고 있다.